# Moon Seon-min
Moon Seon-min (ur. 9 czerwca 1992 w Seulu) – południowokoreański piłkarz grający na pozycji pomocnika lub napastnika w Jeonbuk Hyundai Motors.

## Życiorys
W czasach juniorskich trenował m.in. w angielskiej Nike Academy. W latach 2012–2015 był piłkarzem szwedzkiego Östersunds FK. Od 17 lipca do 1 grudnia 2015 przebywał na wypożyczeniu w sztokholmskim Djurgårdens IF. W jego barwach zadebiutował w rozgrywkach Allsvenskan – miało to miejsce 10 sierpnia 2015 w przegranym 0:1 meczu z AIK Fotboll. 1 stycznia 2016 dołączył do Djurgårdens na zasadzie transferu definitywnego. Odszedł z niego 25 listopada 2016. Do 1 lipca 2017, kiedy to podpisał kontrakt z Incheon United FC, pozostawał bez klubu. 15 stycznia 2019 został piłkarzem Jeonbuk Hyundai Motors.
W reprezentacji Korei Południowej zadebiutował 28 maja 2018 w wygranym 2:0 meczu z Hondurasem. Zdobył w nim debiutanckiego gola. Został powołany na mistrzostwa świata 2018.